# Judah ibn Verga
Judah ibn Verga (in ebraico יהודה אבן וירגה‎?; Siviglia, ... – ...; fl. XV secolo) è stato uno storico, matematico, astronomo e cabalista spagnolo.

L'albero della vita, Bahir ebraico

Secondo Eliakim Carmoly, fu il nonno di Salomon ibn Verga che nell'opera Shebeṭ Yehudah fornì alcune informazioni biografiche a suo riguardo.

## Biografia
Era tenuto in grande considerazione dal governatore dell'Andalusia. Quando gli ebrei di Jerez de la Frontera, una cittadina vicino a Siviglia, furono accusati di trasferire il corpo di un ebreo convertito nel loro cimitero, chiesero aiuto a Ibn Verga, il quale, ammesso alla presenza del governatore, dimostrò per mezzo di una scrittura cabalistica che i veri colpevoli erano i sacerdoti (Shebeṭ Yehudah, § 38).
Fu molto attivo per il mantenimento del dialogo i Marrani e gli ebrei. Per sfuggire alla Inquisizione, che intendeva fargli abbandonare il gruppo dei conversi, si trasferì a Lisbona, dove fu catturato vari anni dopo e morì sotto tortura.

Ibn Verga scrisse una storia delle persecuzioni degli ebrei, tratta in gran parte dalla Zikron ha-Shemadot di Profiat Duran, che a sua volta ispirò lo Shebeṭ Yehudah del nipote Salomon.

## Altre opere
La Biblioteca Nazionale di Parigi (MS. No. 1005, Hebr.) conserva una serie di trattati scientifici scritti da Judah ibn Verga, generalmente identificato con il Judah ibn Verga, autore dello Shebeṭ Yehudah. I trattati sono i seguenti:
- Ḳiẓẓur ha-Mispar, un breve manuale di aritmetica (ib. Folios 100-110a)
- Keli ha-Ofeḳi, una descrizione dello strumento astronomico da lui inventato per determinare il meridiano del sole, scritto a Lisbona intorno al 1457 (fogli 110b-118a);
- un metodo di calcolo delle altezze (fogli 118b-119b);
- un breve trattato di astronomia, frutto delle sue stesse osservazioni, completato a Lisbona nel 1457 (fogli 120-127).

Intorno al 1480, Ibn Verga scrisse anche un commento al compendio di Al-Farghani sull'Almagesto (Neubauer, "Cat. Bodl. Hebr. MSS." No. 2013, 4).
Esistono, tuttavia, alcuni motivi per affermare che questa identificazione è incerta. Un altro Judah ibn Verga visse nel XVI secolo e corrispondeva a Joseph Caro.